# Mononokean l'imbronciato
Mononokean l'imbronciato (不機嫌なモノノケ庵?, Fukigen na mononokean) è un manga scritto e disegnato da Kiri Wazawa, serializzato sulla rivista Gangan Online di Square Enix dal 12 settembre 2013 all'8 aprile 2021. Un adattamento anime, prodotto da Pierrot e distribuito in italiano da Yamato Video, è stato trasmesso in Giappone in due stagioni tra il 28 giugno 2016 e il 30 marzo 2019.

## Trama
Ashiya ha passato i primi 7 giorni della sua vita scolastica alle superiori in infermeria per colpa di uno youkai che gli si è attaccato addosso. Disperato finisce col chiedere aiuto al proprietario di una piccola sala da tè chiamata "Mononokean". Seguiremo una serie di storie misteriose, che coinvolgeranno lo scontroso proprietario del Mononokean, mentre guiderà gli youkai, che vagano in questo modo, verso l’altro mondo.

## Personaggi

I protagonisti Hanae Ashiya e Haruitsuki Abeno nell'anime

Hanae Ashiya (芦屋 花繪?, Ashiya Hanae)
Doppiato da: Yūki Kaji
Haruitsuki Abeno (安倍 晴齋?, Abeno Haruitsuki)
Doppiato da: Tomoaki Maeno
Zenko Fujiwara (藤原 禅子?, Fujiwara Zenko)
Doppiata da: Ayahi Takagaki
Moja Moja (モジャモジャ?)
Yahiko (ヤヒコ?, Yahiko)
Doppiata da: Ikue Ōtani
Kōra (コウラ?, Kōra)
Doppiata da: Yōko Hikasa
Shizuku (シズク?, Shizuku)
Doppiata da: Chinami Hashimoto
Rippō (立法?, Rippō)
Doppiato da: Jun'ichi Suwabe

## Media

### Manga
Il manga, scritto e disegnato da Kiri Wazawa, è stato serializzato sulla webzine Gangan Online di Square Enix dal 12 settembre 2013 al 12 luglio 2021. Il primo volume tankōbon è stato pubblicato il 21 giugno 2014 e all'8 aprile 2021 ne sono stati messi in vendita in tutto diciotto. La serie è stata resa disponibile in lingua inglese da Crunchyroll. Nell'agosto 2021, la casa editrice RW Edizioni ha annunciato la distribuzione del manga in Italia, il quale viene pubblicato dal 17 dicembre 2021.

#### Volumi
| Nº   | Data di prima pubblicazione | Data di prima pubblicazione | Data di prima pubblicazione | Data di prima pubblicazione |
| Nº   | Giapponese                  | Giapponese                  | Italiano                    | Italiano                    |
| ---- | --------------------------- | --------------------------- | --------------------------- | --------------------------- |
| 1    | 21 giugno 2014              | ISBN 978-4-7575-4252-5      | 17 dicembre 2021            | ISBN 978-88-9284-332-5      |
| 2    | 22 settembre 2014           | ISBN 978-4-7575-4417-8      | 30 dicembre 2021            | ISBN 978-88-9284-261-8      |
| 3    | 21 febbraio 2015            | ISBN 978-4-7575-4557-1      | 25 marzo 2022               | ISBN 978-88-9284-279-3      |
| 4    | 22 maggio 2015              | ISBN 978-4-7575-4644-8      | 8 aprile 2022               | ISBN 978-88-9284-367-7      |
| 5    | 21 novembre 2015            | ISBN 978-4-7575-4798-8      | 24 giugno 2022              | ISBN 978-88-9284-397-4      |
| 6    | 22 giugno 2016              | ISBN 978-4-7575-5015-5      | 14 ottobre 2022             | ISBN 978-88-9284-647-0      |
| 7    | 21 settembre 2016           | ISBN 978-4-7575-5089-6      | 3 novembre 2023             | ISBN 978-88-9284-617-3      |
| 8    | 22 marzo 2017               | ISBN 978-4-7575-5278-4      | —                           | ISBN 978-88-9284-458-2      |
| 9    | 22 agosto 2017              | ISBN 978-4-7575-5443-6      | —                           | ISBN 978-88-9284-488-9      |
| 10   | 22 gennaio 2018             | ISBN 978-4-7575-5589-1      | —                           | ISBN 978-88-9284-524-4      |
| 11   | 22 giugno 2018              | ISBN 978-4-7575-5750-5      | —                           | ISBN 978-88-9284-543-5      |
| 12   | 21 dicembre 2018            | ISBN 978-4-7575-5949-3      | —                           | ISBN 978-88-9284-564-0      |
| 13   | 22 marzo 2019               | ISBN 978-4-7575-6054-3      | —                           | ISBN 978-88-9284-658-6      |
| 14   | 12 settembre 2019           | ISBN 978-4-7575-6284-4      | —                           | ISBN 978-88-9284-706-4      |
| 15   | 12 febbraio 2020            | ISBN 978-4-7575-6501-2      | —                           | ISBN 978-88-9284-737-8      |
| 16   | 11 agosto 2020              | ISBN 978-4-7575-6796-2      | —                           | ISBN 978-88-9284-801-6      |
| 17   | 12 febbraio 2021            | ISBN 978-4-7575-7092-4      | —                           | ISBN 978-88-9284-824-5      |
| 18   | 12 luglio 2021              | ISBN 978-4-7575-7367-3      | —                           | —                           |
| 18.5 | 12 luglio 2021              | ISBN 978-4-7575-7368-0      | —                           | —                           |

### Anime

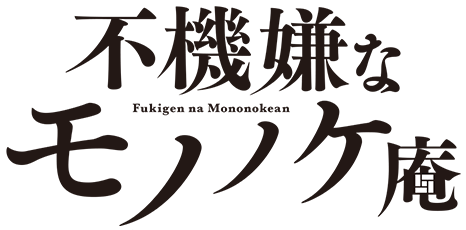
Logo originale della serie

Annunciato l'11 febbraio 2016 da Square Enix, un adattamento anime, prodotto da Pierrot Plus e diretto da Akira Iwanaga, è andato in onda dal 28 giugno al 20 settembre 2016. Le sigle di apertura e chiusura sono rispettivamente Tomodachi meter (トモダチメートル?, Tomodachi mētoru) dei The Super Ball e Tobira no mukō (扉の向こう? lett. "Dall'altro lato della porta") di Tomoaki Maeno e Yūki Kaji. In Italia gli episodi sono stati trasmessi in streaming in simulcast, coi sottotitoli in italiano, da Yamato Video su YouTube, mentre in altre parti del mondo i diritti sono stati acquistati da Crunchyroll.
Una seconda stagione anime, diretta da Itsurō Kawasaki e sempre prodotta da Pierrot Plus, è stata trasmessa tra il 5 gennaio e il 30 marzo 2019. Le sigle di apertura e chiusura sono rispettivamente Long Time Traveler (ロングタイムトラベラー?, Rongu Taimu Toraberā) dei Mono palette e 1% di Wolpis Kater. I diritti di streaming in simulcast sono stati riconfermati da Yamato Video in Italia e da Crunchyroll in altre parti del mondo.

#### Episodi
| Nº | Titolo italiano Giapponese 「Kanji」 - Rōmaji | In onda           | In onda |
| Nº | Titolo italiano Giapponese 「Kanji」 - Rōmaji | Giapponese        |         |
| 1  | L'inizio della sventura 「厄始」 - Yakushi    | 28 giugno 2016    |         |
| 2  | Formica sacrificale 「蟻犠」 - Gigi           | 5 luglio 2016     |         |
| 3  | Zenko 「禅子」 - Zenko                        | 12 luglio 2016    |         |
| 4  | Il mondo nascosto 「隠世」 - Kakuriyo         | 19 luglio 2016    |         |
| 5  | Lo stagno della legge 「法池」 - Hōchi        | 26 luglio 2016    |         |
| 6  | L'anello 「輪求」 - Ringu                     | 2 agosto 2016     |         |
| 7  | L'incontro 「逢遭」 - Hōsō                    | 9 agosto 2016     |         |
| 8  | La lunga attesa 「待延」 - Mano               | 16 agosto 2016    |         |
| 9  | Una sostanziale differenza 「隔段」 - Kakudan | 23 agosto 2016    |         |
| 10 | Lo stupido 「木偶」 - Deku                    | 30 agosto 2016    |         |
| 11 | Il sole porpora 「紫陽」 - Shiyō              | 6 settembre 2016  |         |
| 12 | Triste separazione 「憂離」 - Yūri            | 13 settembre 2016 |         |
| 13 | Compimento 「團圓」 - Dan'en                  | 20 settembre 2016 |         |
| 14 | L'arto steccato 「肢簾」 - Esu                | 5 gennaio 2019    |         |
| 15 | Il sonaglio per la coda 「尾鳴」 - Oo         | 12 gennaio 2019   |         |
| 16 | Saluti 「行拶」 - Gyōsatsu                    | 19 gennaio 2019   |         |
| 17 | Il mortaio 「臼舂」 - Usutsuku                | 26 gennaio 2019   |         |
| 18 | Arriva la tigre 「虎入」 - Koi                | 2 febbraio 2019   |         |
| 19 | Germogli di luce 「光芽」 - Mitsuga           | 9 febbraio 2019   |         |
| 20 | Il dilettante 「横好」 - Yokosuki             | 16 febbraio 2019  |         |
| 21 | La rimozione 「脱羅」 - Nura                  | 23 febbraio 2019  |         |
| 22 | L'ombra di Sakae 「榮影」 - Eiei              | 2 marzo 2019      |         |
| 23 | Il messaggero 「黒遣」 - Kokken               | 9 marzo 2019      |         |
| 24 | Il ritorno 「帰居」 - Kii                     | 16 marzo 2019     |         |
| 25 | Il ragno 「上蜘」 - Jōchi                     | 23 marzo 2019     |         |
| 26 | Quiete 「翻寧」 - Honne                       | 30 marzo 2019     |         |